# Potarch Bridge
Die Potarch Bridge, auch Bridge of Potarch, ist eine Straßenbrücke nahe der schottischen Ortschaft Kincardine O’Neil in der Council Area Aberdeenshire. 1971 wurde die Brücke in die schottischen Denkmallisten zunächst in der Kategorie B aufgenommen. Die Hochstufung in die höchste Denkmalkategorie A erfolgte 1994.

## Geschichte
Die Potarch Bridge wurde als Teil der Militärstraße zwischen Edinburgh und Fochabers errichtet. Bereits 1698 wurde mit dem Einwerben von Geldern zum Bau der Brücke begonnen. Baubeginn war jedoch erst 1811. Damit handelt es sich um die zweite Brücke, welche die Highland Roads Commission in Auftrag gab. Für den Entwurf zeichnet der schottische Ingenieur Thomas Telford verantwortlich. Die Arbeiten führte der Steinmetz William Minto aus, der unter anderem auch die Bridge of Keig nach Planung Telfords errichtete. Minto verpflichtete sich zur Fertigstellung innerhalb von zwei Jahren. Geflößte Baumstämme rissen während der Bauphase jedoch Teile des Lehrgerüsts nieder, wodurch Teile der Brücke einstürzten. Die Brücke wurde schließlich 1814 fertiggestellt. Die Baukosten, für die teilweise der Staat aufkam, beliefen sich auf 4067 £.

## Beschreibung
Die Potarch Bridge befindet sich rund drei Kilometer südöstlich von Kincardine O’Neil. Der 61 Meter lange Mauerwerksviadukt aus Granit überspannt den Dee mit drei ausgemauerten Segmentbögen. Die Spanne des zentralen Bogens beträgt 21 Meter, während die flankierenden Bögen Spanne von 20 Metern aufweisen. Brüstungen begrenzen das Brückendeck, die oberhalb der Pfeiler jeweils mit halbhexagonalen Austritten ausgeführt sind. Die Pfeiler verfügen über Eisbrecher.
Einst verlief die von Perth nach Aberdeen führende A93 über die Potarch Bridge. Heute führt sie die B973.